# Usta Prawdy

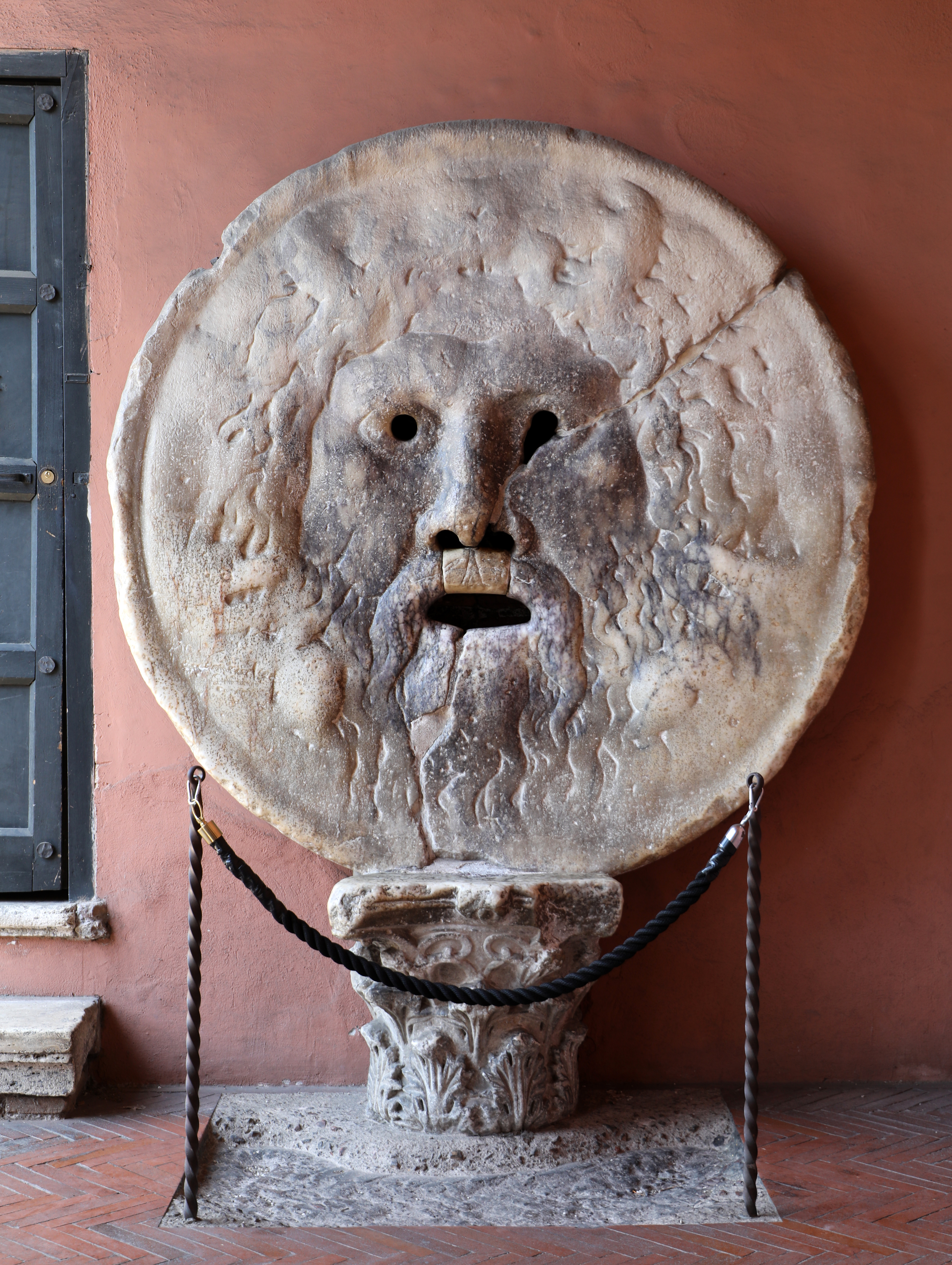

Usta Prawdy (wł. Bocca della Verità) – okrągły marmurowy medalion w postaci maszkaronu przedstawiającego brodate oblicze, znajdujący się w przedsionku rzymskiej bazyliki Santa Maria in Cosmedin.

## Charakter zabytku
Wiek jego szacowany jest na ponad 2000 lat. Maszkaron o średnicy ok. 175 cm, od pierwszej połowy XVII wieku umieszczony jest w przedsionku świątyni. Co do jego pochodzenia i funkcji istnieje wiele przypuszczeń i hipotez. Według nich mógł służyć jako:
- miejsce składania przysięgi;
- pokrywa wejścia do antycznego wodociągu w pobliżu świątyni Herkulesa;
- fragment fontanny (dwa otwory boczne miały utrzymywać rzeźbę w pozycji pionowej)[1];
- przykrywa studni w świątyni Eskulapa (choć wielkość żadnego z otworów nie pozwala na czerpanie wody);
- przykrywa kolektora wody deszczowej w jednej ze świątyń.

## Interpretacja wyobrażenia
Uważa się, że medalion przedstawia oblicze bóstwa, którego dotąd jednoznacznie nie zidentyfikowano. Może być podobizną:
- Merkurego, rzymskiego boga handlu i złodziei – nieopodal dzisiejszej bazyliki Santa Maria in Cosmedin istniało tzw. źródełko Merkurego, do którego udawali się złodzieje i handlarze, by uzyskać przebaczenie za popełnione występki i kłamstwa
- Fauna, staroitalskiego boga płodności, przedstawianego w postaci brodatego pół kozła – w wyobrażeniu dopatrzono się szczątków rogów
- Jowisza, w mitologii rzymskiej uważanego za ojca bogów – w pobliżu bazyliki Santa Maria in Cosmedin znajdowała się świątynia boga czczonego jako Jupiter Jurarius (gwarant prawa), gdzie maska miała pełnić funkcję miejsca składania przysiąg.
- greckiego bóstwa morskiego Trytona albo tytana Okeanosa.

## W legendzie
Umowna nazwa maszkaronu pochodzi z późnego średniowiecza. Określenia bocca della verità używano wtedy dla publicznych skrzynek na listy, gdzie anonimowo można było pozostawić wiadomości o grzesznych występkach sąsiadów. Według ówczesnej legendy temu, kto składając fałszywe świadectwo włożył swą dłoń do ust maszkaronu, odgryzały one kończynę. W średniowieczu przy rzeźbie wykonywano podobno wyroki poprzez ucięcie ręki jako karę za kłamstwo lub zdradę.

## W masowej kulturze współczesnej
Usta Prawdy pojawiły się w komedii romantycznej Rzymskie wakacje (1953) z udziałem Audrey Hepburn i Gregory’ego Pecka, gdzie w jednej ze scen aktor wkłada w usta dłoń, udając następnie, że została mu odgryziona.
Usta prawdy służą również jako wejście do grobowca Ludzi Filarów w 14 odcinku części pierwszej znanej japońskiej kreskówki JoJo’s Bizarre Adventure.
Maszkaron nieustannie przyciąga licznych turystów z całego świata, wykonujących pamiątkową fotografię z dłonią w jego ustach.